# Jan Luyken

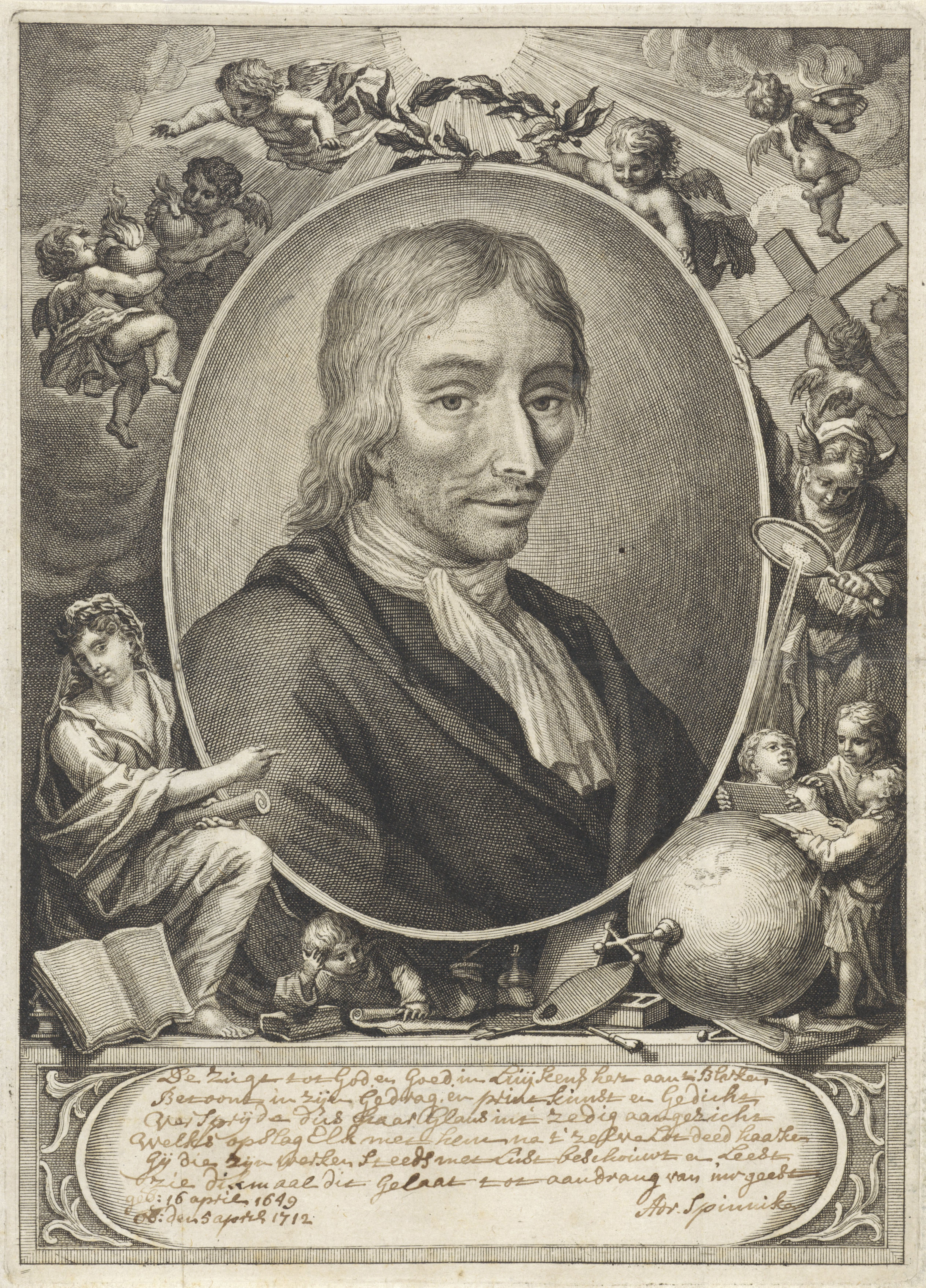
Jan Luyken

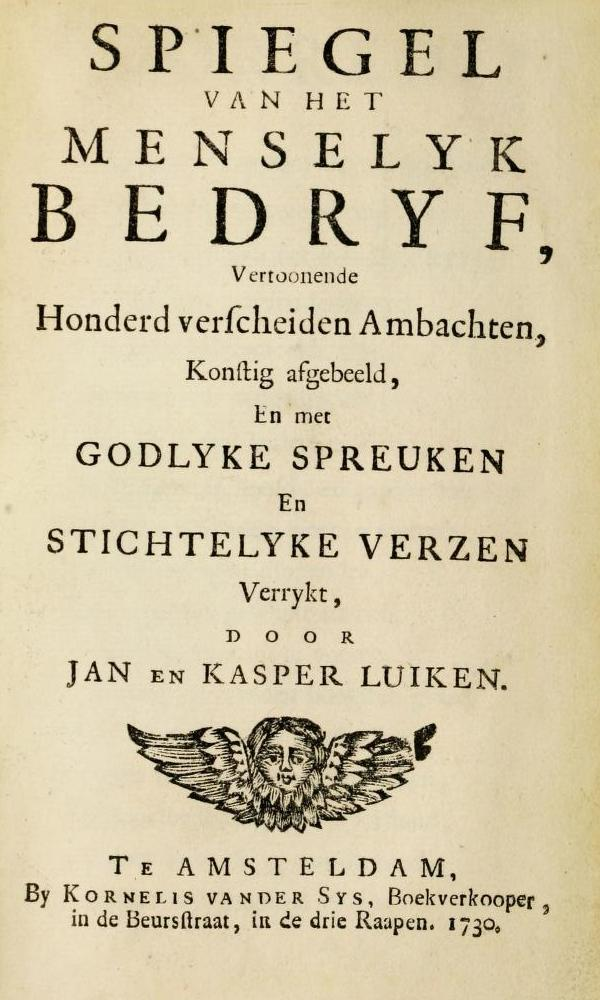
Spiegel van het menselyk bedryf

Jan Luyken of Johannes Luiken (Amsterdam, 16 april 1649 – Amsterdam, 5 april 1712) was een dichter, schilder en etser uit de 17e eeuw.

## Leven en werk
Hij werd geboren als zoon van de onderwijzer Caspar Luyken (die zelf ook een boek schreef, Winst zonder Verlies) en Hester Coores. Zijn ouders waren doopsgezinde collegianten, volgelingen van dr. Abraham Galenus. Jan Luyken, een levendige jongeman, nam schilderlessen bij Martinus Saeghmolen en had een scherp oog voor vrouwelijk schoon. In zijn eerste dichtbundel Duytse lier, die aan het einde van 1671 werd gepubliceerd, heeft hij veel van zijn indrukken vormgegeven.
Drie maanden later trouwde hij met de zangeres Maria de Ouden (1647–1682), aan wie het slotdicht van Duytse lier was gewijd. Samen kregen zij vijf kinderen die jong gestorven zijn, behalve zoon Caspar (Caspaares) (1672-1708), met wie hij later zijn bekendste boek maakte, Spiegel van het Menselyk Bedryf.
Toen hij 26 jaar oud was, had hij een religieuze ervaring waardoor hij een degelijker leven wilde leiden. Hij werd doopsgezind. Dat kwam tot uitdrukking in zijn dichtwerk, dat veel stichtelijker werd.

### Etser
Vanaf 1677 ging hij zich toeleggen op etsen en gravures, en hij maakte naam als geniale etser in 1680 met 24 illustraties van het boek Oorsprongk, begin, en vervolgh der Nederlandsche oorlogen, een populair geschiedenisboek, ooit uitgegeven door de welbekende Pieter Christiaenszoon Bor.
Luyken is ook bekend van zijn moralistische prenten met als titel De gierigheid bedreigt de wijsheid, De baggermolen: het aardse is slijk en De boekenkast - waarom zoveel? en etsen over het lijden van de christelijke martelaars. Luykens etsen getuigen van grote plasticiteit door de gerichte arceringen van de figuren en het bedacht inzetten van groepen personen ten opzichte van elkaar om de ruimtelijkheid van het landschap te versterken. Hij weet ook in zijn etsen de levendigheid van gebladerte en rook en vlammen zeer realistisch weer te geven in werk getiteld Viering van het Loofhuttenfeest en De wetgeving op de berg Sinaï.
Zijn bekendste werk is 'Spiegel van het Menselyk Bedryf', in een iets eenvoudigere uitvoering ook bekend als Afbeelding der Menschelyke Bezigheden. Deze bundels bevatten etsen die diverse ambachten realistisch weergeven. Bij het etswerk voor dit werk werd Jan Luyken geholpen door zijn zoon Caspar.
Het werk varieert van religieuze en historieprenten tot portretten, kaarten en stadsgezichten.

### Werken
Overzicht van zijn belangrijkste publicaties:
- Duytse Lier, dichtbundel uit 1671
- Jesus en de ziel, emblemataboek uit 1678
- Oorsprongk, begin, en vervolgh der Nederlandsche oorlogen, geschiedenisboek uit 1680
- Voncken der Liefde Jesu, bundel stichtelijke gedichten uit 1687
- Spiegel van Het Menselyk Bedryf, bundel etsen van ambachten uit 1694
- De Onwaardige Wereld vertoond in zinnebeelden uit 1710
- De Bijekorf des Gemoeds, bundel stichtelijke gedichten uit 1711
- Des menschen begin, midden en einde, bundel etsen van levensfasen uit 1712

## Afbeeldingen

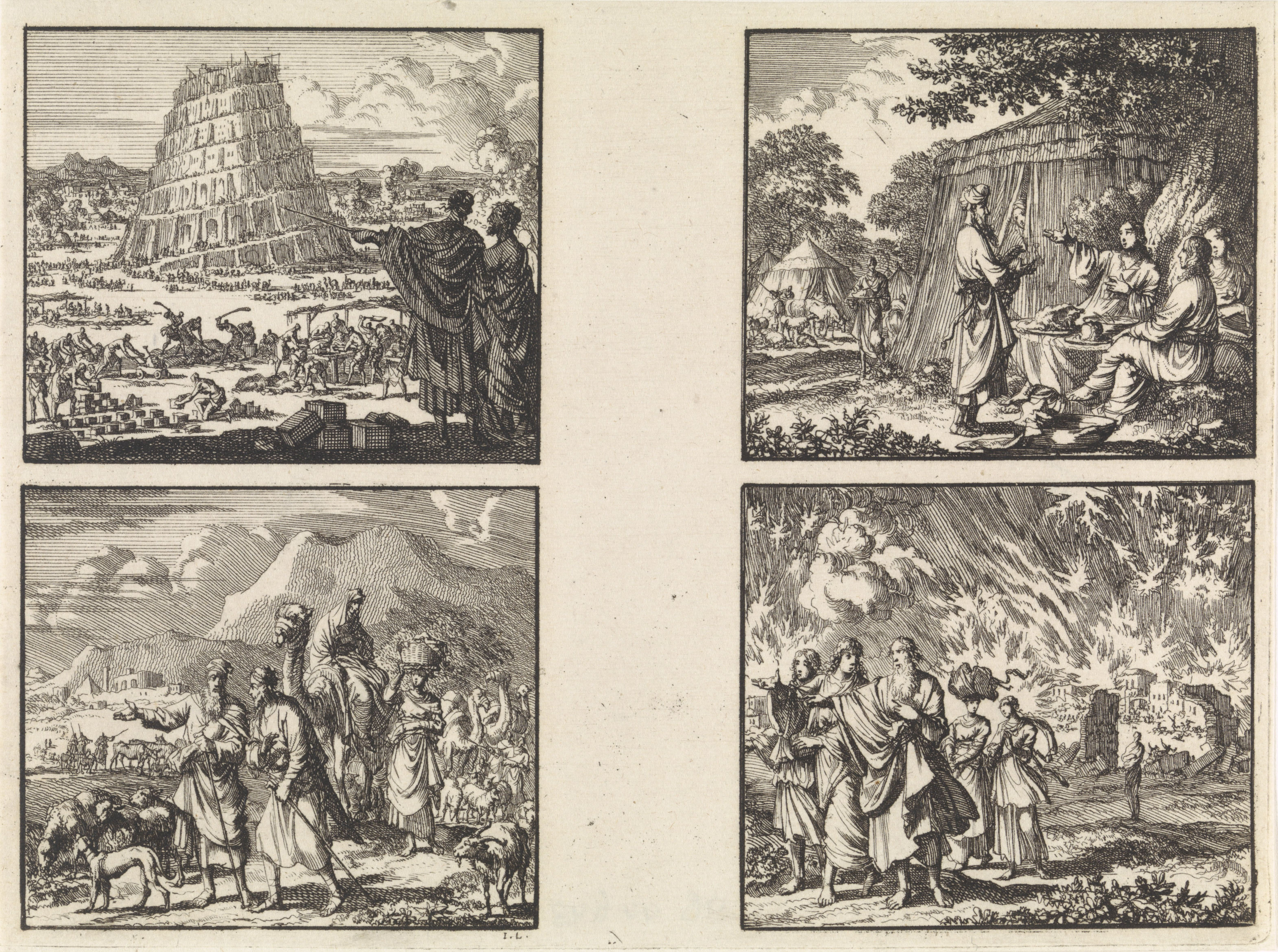
Bouw van de Toren van Babel
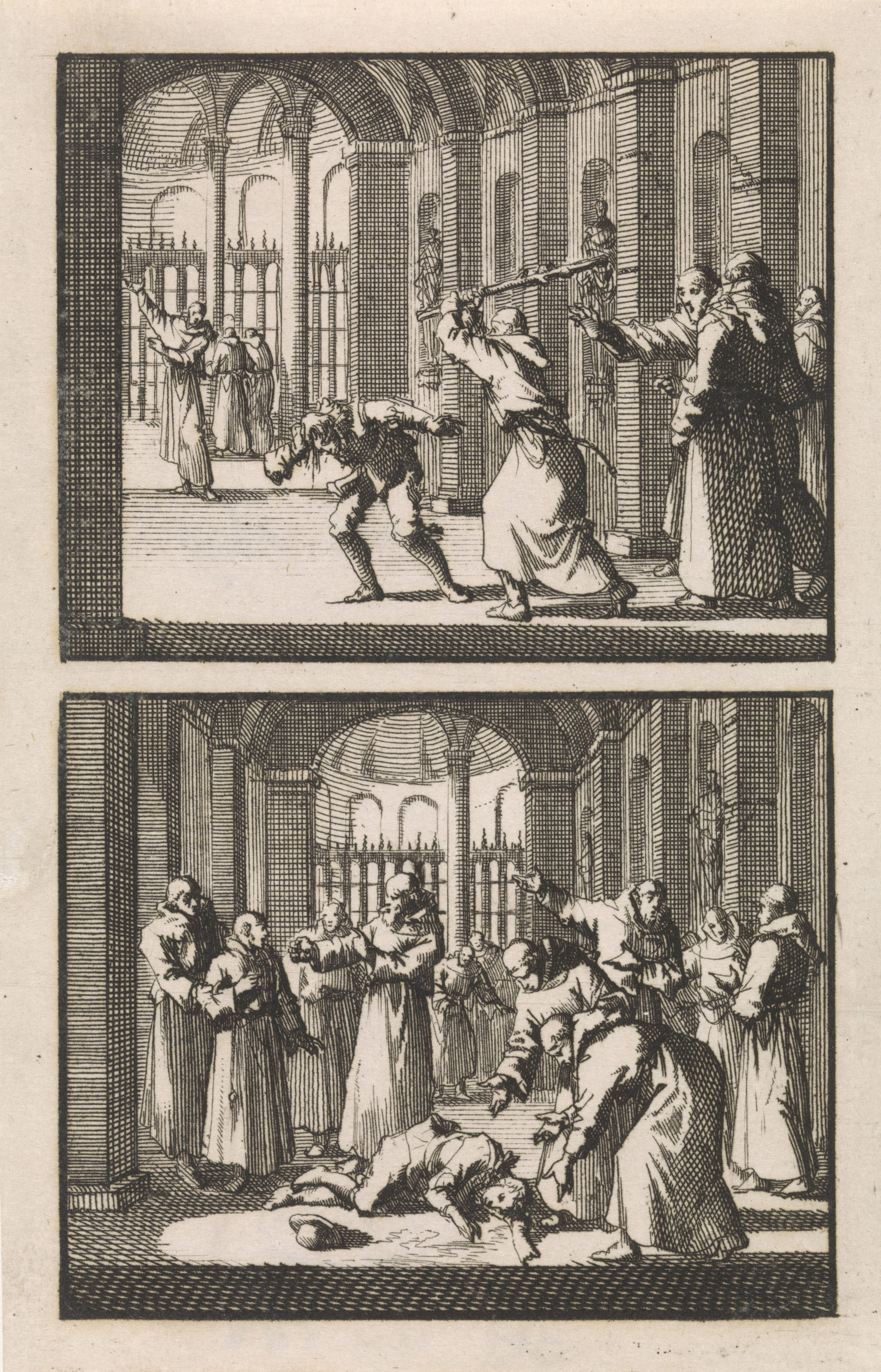
Broeder Felix slaat een student
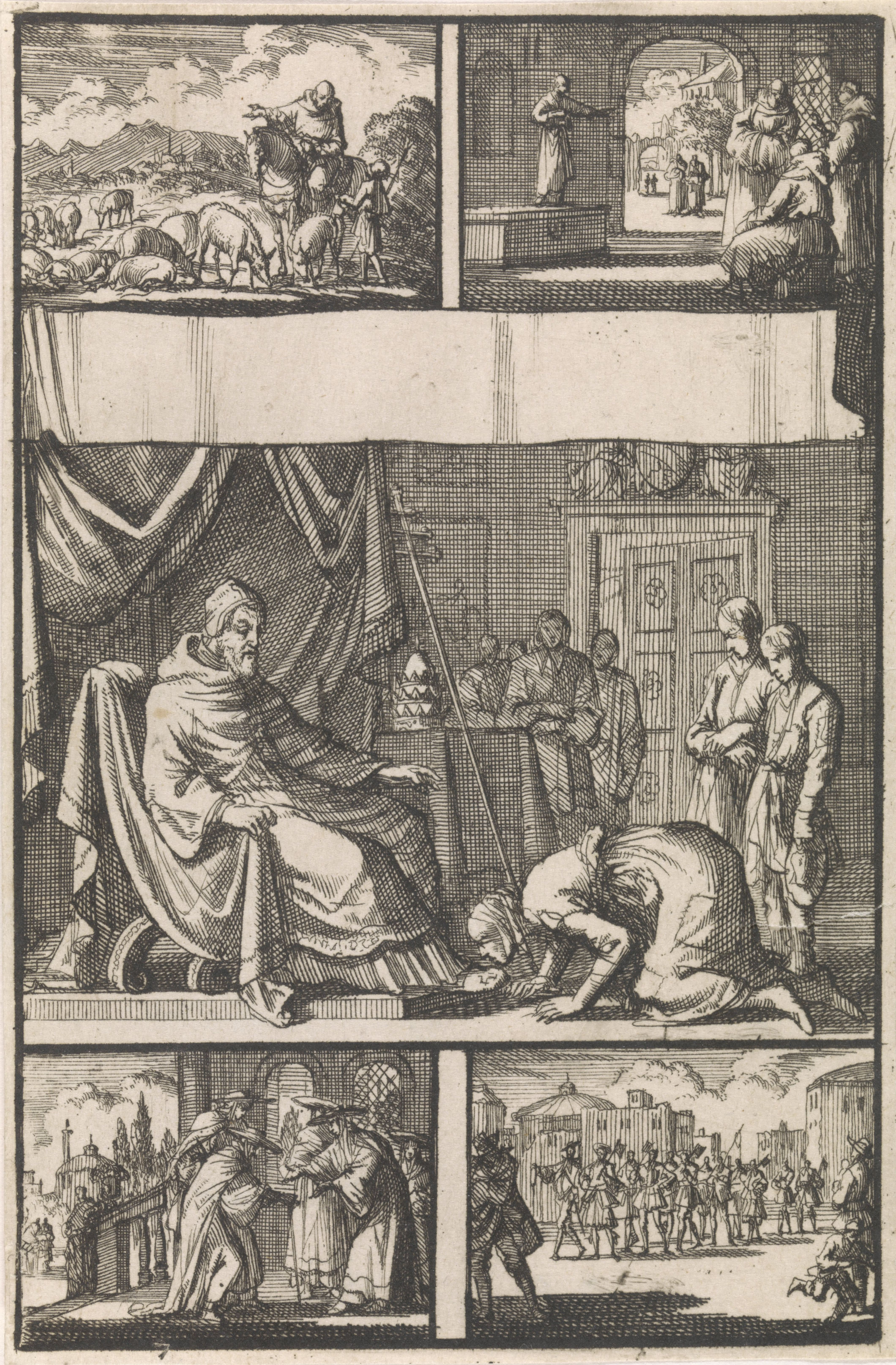
Camilla zus van paus Sixtus V
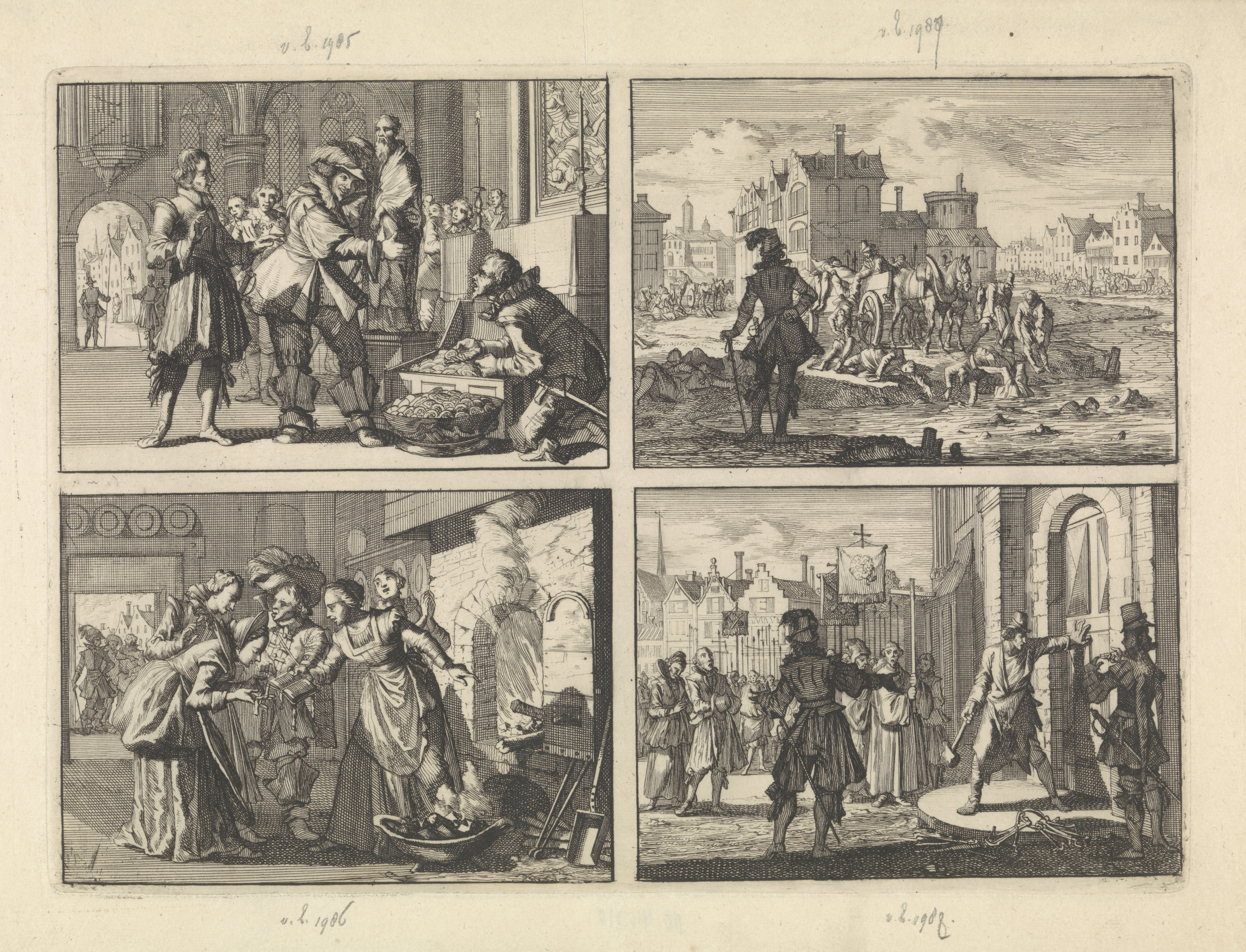
Christiaan, hertog van Brunswijk
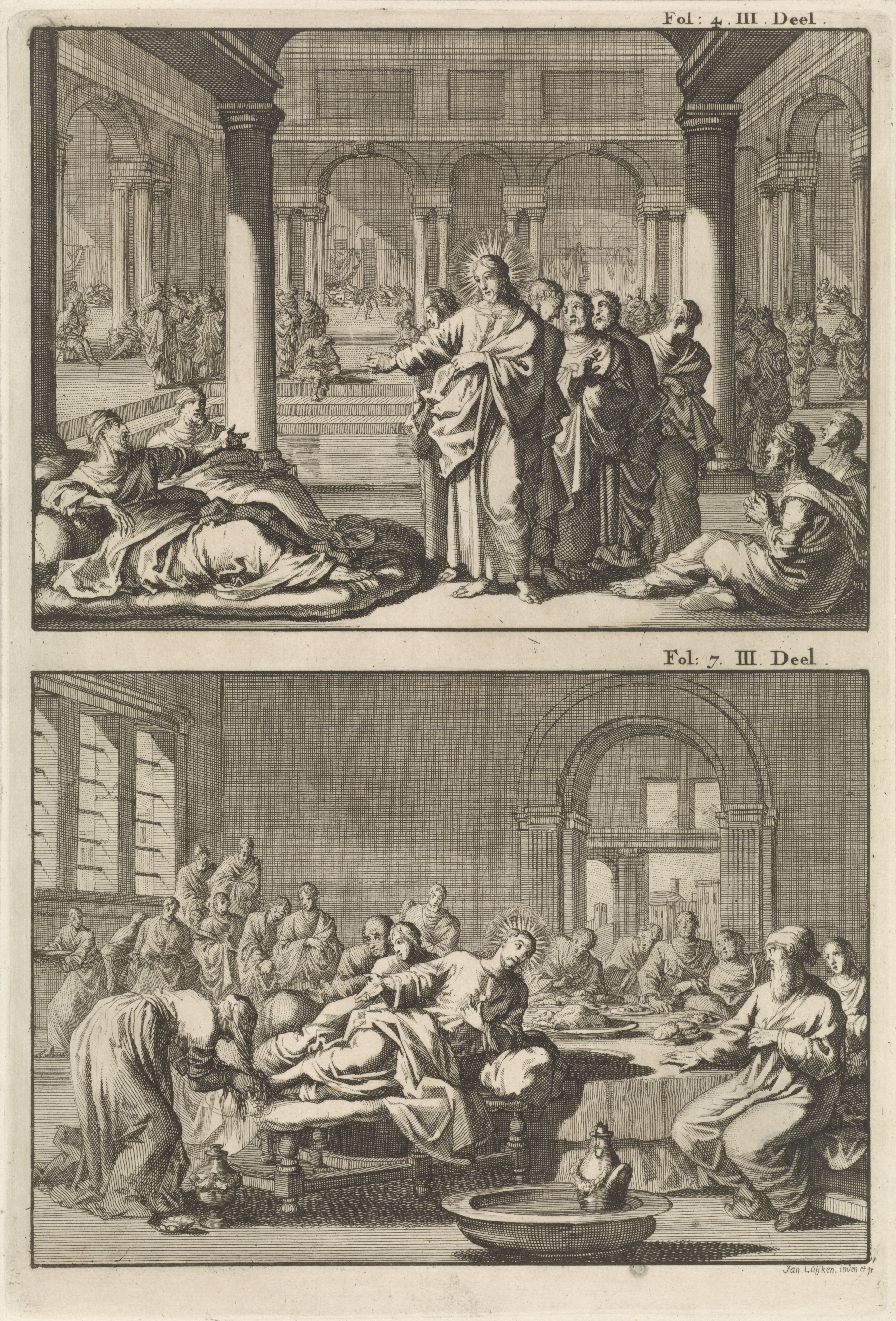
Christus en zijn leerlingen

## Werk in openbare collecties (selectie)
- Rijksmuseum Amsterdam
- Amsterdam Museum